# Peter Lambert (remero)
Peter Lambert (Johannesburgo, Sudáfrica, 3 de diciembre de 1986) es un deportista británico que compite en remo.
Ganó dos medallas en el Campeonato Mundial de Remo, en los años 2013 y 2014, y tres medallas en el Campeonato Europeo de Remo entre los años 2014 y 2019.
Participó en los Juegos Olímpicos de Río de Janeiro 2016, ocupando el quinto lugar en la prueba de cuatro scull.

## Palmarés internacional
| Campeonato Mundial | Campeonato Mundial       | Campeonato Mundial | Campeonato Mundial |
| Año                | Lugar                    | Medalla            | Prueba             |
| ------------------ | ------------------------ | ------------------ | ------------------ |
| 2013               | Chungju (Corea del Sur)  | Medalla de bronce  | Cuatro scull       |
| 2014               | Ámsterdam (Países Bajos) | Medalla de plata   | Cuatro scull       |
| Campeonato Europeo |                          |                    |                    |
| Año                | Lugar                    | Medalla            | Prueba             |
| 2014               | Belgrado (Serbia)        | Medalla de plata   | Cuatro scull       |
| 2015               | Poznań (Polonia)         | Medalla de bronce  | Cuatro scull       |
| 2019               | Lucerna (Suiza)          | Medalla de bronce  | Cuatro scull       |